# 謝朏
謝 朏（しゃ ひ、元嘉18年（441年）- 天監5年12月12日（507年1月11日））は、南朝宋から梁にかけての官僚・政治家・文学者。字は敬沖。本貫は陳郡陽夏県。玄祖父は謝万（東晋の太保謝安の弟）。高祖父は謝韶。曾祖父は謝思。祖父は謝密（字は弘微）。父は謝荘。兄は謝颺（謝梵境の父）。弟は謝顥・謝嵸・謝瀹。

## 経歴
謝荘の子として生まれた。幼くして聡明で、10歳で文章を作ることができたとされる。謝荘が土山に遊んで詩を賦したとき、謝朏に命じて詩を作らせると、謝朏は筆を取るや書き上げた。王景文は「賢子は神童と称するに足りる。後に傑出した人物となるであろう」と謝荘にいった。謝荘は笑って謝朏の背を撫でて、「真に吾が家の千金なり」といって褒めた。宋の孝武帝が姑孰に遊んだとき、謝荘は謝朏を連れて車駕に従った。孝武帝が洞井賛を作るよう命じると、謝朏はこれを作って奏上した。孝武帝は「小なりといえど、奇童なり」と評した。
謝朏は撫軍法曹行参軍を初任とし、太子舎人に転じた。泰始2年（466年）に父が死去したため、職を辞して喪に服した。喪が明けると、再び太子舎人となり、中書郎を経て、袁粲の下で衛軍長史をつとめた。ほどなく給事黄門侍郎に転じ、臨川郡内史として出向した。収賄の罪で弾劾されたが、袁粲がこの件を握りつぶした。
蕭道成が政権を掌握すると、謝朏はその下で驃騎長史となり、命を受けて褚炫・江斅・劉俁とともに順帝に入侍して、天子の四友と号された。続いて侍中の位を受け、中書と散騎の2省の詔冊を管掌した。蕭道成が太尉に進むと、謝朏はその下で太尉長史となり、南東海郡太守を兼ねた。蕭道成が禅譲を企図して謝朏に諮問すると、謝朏は魏晋の故事を論じて、3回辞退するとよいと主張したので、蕭道成は喜ばなかった。謝朏は侍中となり、秘書監を兼ねた。宋から斉への禅譲の日に謝朏は当直しており、宋の侍中として玉璽を蕭道成に渡す役目であったが、謝朏は「斉の侍中がやればよかろう」と宮中の寝所に引き上げてしまった。病と称するよう人に勧められたが、謝朏は「わたしは病ではないのに、何の言うところがあろうか」といって、朝服で歩いて東掖門を出て、車で帰宅した。この日、王倹が侍中として玉璽を蕭道成に渡した。蕭賾が謝朏を処刑するよう蕭道成に言上したが、蕭道成は「殺せばかえってその名を成さしめるだけだ」といって、謝朏を家に蟄居させた。
永明元年（483年）、謝朏は通直散騎常侍の位を受け、侍中に進み、国子博士を兼ねた。永明5年（487年）、冠軍将軍・義興郡太守として出向した。永明7年（489年）、建康に召還されて都官尚書・中書令となった。隆昌元年（494年）、再び侍中となり、新安王師を兼ねた。着任しないうちに、外任を強く希望したことから、征虜将軍・呉興郡太守となった。西昌侯蕭鸞が蕭昭文を廃位して自ら帝位につこうと図ると、朝臣たちはみな積極的に協力したが、謝朏は阻止する側に回りつつ、実際の衝突は避けた。謝朏は呉興郡に赴任すると、弟の吏部尚書謝瀹に数斛の酒を送って、「これを飲もうと思うなら、人事に関与するな」と書き送った。謝朏は呉興郡にあって政務をみることなく、ひたすら収奪に明け暮れたので、当時の人々に非難された。
建武4年（497年）、明帝（蕭鸞）により侍中・中書令とされ、建康に帰るよう求められたが、謝朏は抗表を送って召還に応じなかった。子どもたちを建康に帰し、自分は母とともに呉興郡に留まり、郡城の西郭に室を築いて住んだ。永元2年（500年）、謝朏は東昏侯により散騎常侍・中書監とされ、建康に帰るよう求められたが、やはり応じなかった。永元3年（501年）、侍中・太子少傅とされたが、建康に帰らなかった。蕭衍が建康を平定し、位を相国に進めると、謝朏は相国府軍諮祭酒・後将軍とされたが、やはり召還に応じなかった。
天監元年（502年）、梁の武帝（蕭衍）が即位すると、謝朏は召されて侍中・左光禄大夫・開府儀同三司とされたが、また召還に応じなかった。天監2年（503年）6月、謝朏は建康の宮殿を訪れて思うところを述べようと軽舟で出立した。建康に到着すると、侍中・司徒・尚書令とされた。謝朏は脚の病のために拝謁に耐えないとして辞退し、雲龍門を訪れて謝した。武帝は華林園で謝朏と会見し、翌朝に輿駕で謝朏の宅に幸し、宴飲歓談した。謝朏は官につかない意志を述べたが、許されなかった。母を迎えるため東に向かうこととしたが、出発にあたって再び武帝の臨幸があり、餞別に詩を賦した。武帝の直属の臣下が謝朏を送り迎えした。謝朏が建康に到着すると、武帝の命により材官が謝朏の旧宅に府を建てるといった優遇ぶりであった。
天監3年（504年）、小輿に乗って昇殿することを許された。天監4年（505年）、母が死去したため喪に服したが、まもなく旧職への復帰を命じられた。天監5年（506年）、中書監・司徒・衛将軍に任じられたが、固辞して受けなかった。武帝が謁者を派遣すると、ようやく拝受した。同年12月癸卯（507年1月11日）、府で死去した。享年は66。侍中・司徒の位を追贈された。諡は靖孝といった。

## 子女
- 謝諼（司徒右長史）
- 謝篹（晋安郡太守）
- 謝譓（右光禄大夫）

## 伝記資料
- 『梁書』巻15 列伝第9
- 『南史』巻20 列伝第10